# Girl Online
Girl Online (Miúda Online em Portugal) é o primeiro romance da autora, blogueira e vlogger britânica Zoe Sugg, conhecida no YouTube por Zoella. O livro foi lançado em 25 de novembro de 2014 pela Penguin Books. O romance é destinado ao público jovem e adulto e incide sobre uma blogueira anônima de dezesseis anos de idade e o que acontece quando seu blog vira um viral. A partir de dezembro de 2014, o livro era o mais vendido de 2014 e também quebrou o recorde de maiores vendas na primeira semana.

## Enredo
O romance envolve Penny Porter, uma garota de dezesseis anos de idade que vive com seus pais em Brighton. Penny começa a postar seus problemas em um blog, como cyberbullying e seus ataques de pânico. Sua família viaja para Nova York, onde sua mãe está organizando um casamento. Penny encontra Noah,neto da cozinheira do casamento, por quem ela se apaixona, mas de repente seu blog vira um viral do dia para a noite,por causa de um segredo de Noah.